# کنجی توکیتسو
کنجی توکیتسو (به ژاپنی: 時津 賢児 Kenji Tokitsu)؛ زادهٔ ۱ اوت ۱۹۴۷، کاراته‌کا، اجراکننده هنرهای رزمی ژاپنی و نویسنده اهل ژاپن است. توکیتسو همچنین اثری علمی دربارهٔ شمشیرزن افسانه ای میاموتو موساشی نوشته است. او دارای دکترا در زمینه جامعه‌شناسی و زبان ژاپنی و فرهنگ ژاپنی است.